# Psylliodes astenicus
Psylliodes astenicus là một loài bọ cánh cứng trong họ Chrysomelidae. Loài này được Nadein miêu tả khoa học năm 2005.